# Tour de Yorkshire 2018
La 4.ª edición del Tour de Yorkshire se celebró en Gran Bretaña entre el 3 y el 6 de mayo de 2018 con inicio en la ciudad de Beverley y final en la ciudad de Leeds en el condado de Yorkshire. El recorrido consistió de un total de 4 etapas sobre una distancia total de 701,5 km.
La prueba hizo parte del UCI Europe Tour 2018 dentro de la categoría 2.1 y fue ganada por el ciclista belga Greg Van Avermaet del equipo BMC Racing. El podio lo completaron el ciclista español Eduard Prades del equipo Euskadi Basque Country-Murias y el ciclista belga Serge Pauwels del equipo Dimension Data.

## Equipos participantes
Tomaron parte en la carrera 20 equipos: 6 de categoría UCI WorldTeam invitados por la organización; 7 de categoría Profesional Continental; 6 de categoría Continental y la selección nacional del Reino Unido. Formando así un pelotón de 140 ciclistas de los que terminaron 98. Los equipos participantes fueron:
| WorldTeams (6)- Astana - BMC Racing Team - Dimension Data - Katusha-Alpecin - Sky - Team Sunweb Equipos continentales profesionales (7)- Aqua Blue Sport - Cofidis, Solutions Crédits - Direct Énergie - Euskadi Basque Country-Murias - Rally Cycling - Roompot-Nederlandse Loterij - Vital Concept Equipos continentales (6)- JLT Condor - Madison Genesis - ONE Pro Cycling - Canyon Eisberg - Vitus Pro Cycling - Holdsworth Pro Racing Equipo nacional- Gran Bretaña |
| |

## Recorrido
El Tour de Yorkshire dispuso de 4 etapas, dividido en tres etapas de media montaña y una etapa mixta que combina un recorrido llano y de media montaña para un recorrido total de 701,5 kilómetros.
| Etapa     | Fecha    | Recorrido              | type            | Distancia (km) | Ganador           | Líder             |
| --------- | -------- | ---------------------- | --------------- | -------------- | ----------------- | ----------------- |
| 1.ª etapa | 3 de may | Beverley – Doncaster   | etapa llana     | 182            | Harry Tanfield    | Harry Tanfield    |
| 2.ª etapa | 4 de may | Barnsley – Ilkley      | etapa escarpada | 149            | Magnus Cort       | Magnus Cort       |
| 3.ª etapa | 5 de may | Richmond – Scarborough | etapa escarpada | 181            | Max Walscheid     | Magnus Cort       |
| 4.ª etapa | 6 de may | Halifax – Leeds        | etapa escarpada | 189,5          | Stéphane Rossetto | Greg Van Avermaet |

## Desarrollo de la carrera

### 1.ª etapa
| Beverley - Doncaster | etapa llana | (182 km) |

| \| Clasificación de la etapa \| Clasificación de la etapa \| Clasificación de la etapa \| Clasificación de la etapa \| Clasificación de la etapa \| \| Ciclista \| Ciclista \| Equipo \| Tiempo \| \| \| ------------------------- \| ------------------------- \| ------------------------- \| ------------------------- \| ------------------------- \| \| 1.º \| Harry Tanfield \| Canyon Eisberg \| 4 h 08 min 12 s \| \| \| 2.º \| Alistair Slater \| JLT Condor \| + 0 s \| \| \| 3.º \| Michael Cuming \| Madison Genesis \| + 0 s \| \| \| 4.º \| Emerson Oronte \| Rally Cycling \| + 0 s \| \| \| 5.º \| Tom Baylis \| ONE Pro Cycling \| + 0 s \| \| \| 6.º \| Max Walscheid \| Team Sunweb \| + 5 s \| \| \| 7.º \| Bryan Coquard \| Vital Concept \| + 5 s \| \| \| 8.º \| Emīls Liepiņš \| ONE Pro Cycling \| + 5 s \| \| \| 9.º \| Colin Joyce \| Rally Cycling \| + 5 s \| \| \| 10.º \| Riccardo Minali \| Astana \| + 0 s \| \| |                 |                 |                 |
| |                 |                 |                 |
| |                 |                 |                 |
| Clasificación de la etapa |                 |                 |                 |
| Ciclista | Ciclista        | Equipo          | Tiempo          |
| 1.º | Harry Tanfield  | Canyon Eisberg  | 4 h 08 min 12 s |
| 2.º | Alistair Slater | JLT Condor      | + 0 s           |
| 3.º | Michael Cuming  | Madison Genesis | + 0 s           |
| 4.º | Emerson Oronte  | Rally Cycling   | + 0 s           |
| 5.º | Tom Baylis      | ONE Pro Cycling | + 0 s           |
| 6.º | Max Walscheid   | Team Sunweb     | + 5 s           |
| 7.º | Bryan Coquard   | Vital Concept   | + 5 s           |
| 8.º | Emīls Liepiņš   | ONE Pro Cycling | + 5 s           |
| 9.º | Colin Joyce     | Rally Cycling   | + 5 s           |
| 10.º | Riccardo Minali | Astana          | + 0 s           |

| \| Clasificación general \| Clasificación general \| Clasificación general \| Clasificación general \| Clasificación general \| \| Ciclista \| Ciclista \| Equipo \| Tiempo \| \| \| --------------------- \| --------------------- \| --------------------- \| --------------------- \| --------------------- \| \| 1.º \| Harry Tanfield \| Canyon Eisberg \| 4 h 07 min 58 s \| \| \| 2.º \| Alistair Slater \| JLT Condor \| + 3 s \| \| \| 3.º \| Michael Cuming \| Madison Genesis \| + 10 s \| \| \| 4.º \| Emerson Oronte \| Rally Cycling \| + 14 s \| \| \| 5.º \| Tom Baylis \| ONE Pro Cycling \| + 14 s \| \| \| 6.º \| Axel Journiaux \| Direct Énergie \| + 16 s \| \| \| 7.º \| Max Walscheid \| Team Sunweb \| + 19 s \| \| \| 8.º \| Bryan Coquard \| Vital Concept \| + 19 s \| \| \| 9.º \| Emīls Liepiņš \| ONE Pro Cycling \| + 19 s \| \| \| 10.º \| Colin Joyce \| Rally Cycling \| + 19 s \| \| |                 |                 |                 |
| |                 |                 |                 |
| |                 |                 |                 |
| Clasificación general |                 |                 |                 |
| Ciclista | Ciclista        | Equipo          | Tiempo          |
| 1.º | Harry Tanfield  | Canyon Eisberg  | 4 h 07 min 58 s |
| 2.º | Alistair Slater | JLT Condor      | + 3 s           |
| 3.º | Michael Cuming  | Madison Genesis | + 10 s          |
| 4.º | Emerson Oronte  | Rally Cycling   | + 14 s          |
| 5.º | Tom Baylis      | ONE Pro Cycling | + 14 s          |
| 6.º | Axel Journiaux  | Direct Énergie  | + 16 s          |
| 7.º | Max Walscheid   | Team Sunweb     | + 19 s          |
| 8.º | Bryan Coquard   | Vital Concept   | + 19 s          |
| 9.º | Emīls Liepiņš   | ONE Pro Cycling | + 19 s          |
| 10.º | Colin Joyce     | Rally Cycling   | + 19 s          |

### 2.ª etapa
| Barnsley - Ilkley | etapa escarpada | (149 km) |

| \| Clasificación de la etapa \| Clasificación de la etapa \| Clasificación de la etapa \| Clasificación de la etapa \| Clasificación de la etapa \| \| Ciclista \| Ciclista \| Equipo \| Tiempo \| \| \| ------------------------- \| ------------------------- \| ------------------------- \| ------------------------- \| ------------------------- \| \| 1.º \| Magnus Cort \| Astana \| 3 h 25 min 34 s \| \| \| 2.º \| Greg Van Avermaet \| BMC Racing Team \| + 0 s \| \| \| 3.º \| Eduard Prades \| Euskadi-Murias \| + 0 s \| \| \| 4.º \| Serge Pauwels \| Dimension Data \| + 0 s \| \| \| 5.º \| Jonathan Hivert \| Direct Énergie \| + 5 s \| \| \| 6.º \| Robert Kiserlovski \| Katusha-Alpecin \| + 5 s \| \| \| 7.º \| Michael Storer \| Team Sunweb \| + 5 s \| \| \| 8.º \| Colin Joyce \| Rally Cycling \| + 5 s \| \| \| 9.º \| Steff Cras \| Katusha-Alpecin \| + 11 s \| \| \| 10.º \| Brent Bookwalter \| BMC Racing Team \| + 11 s \| \| |                    |                 |                 |
| |                    |                 |                 |
| |                    |                 |                 |
| Clasificación de la etapa |                    |                 |                 |
| Ciclista | Ciclista           | Equipo          | Tiempo          |
| 1.º | Magnus Cort        | Astana          | 3 h 25 min 34 s |
| 2.º | Greg Van Avermaet  | BMC Racing Team | + 0 s           |
| 3.º | Eduard Prades      | Euskadi-Murias  | + 0 s           |
| 4.º | Serge Pauwels      | Dimension Data  | + 0 s           |
| 5.º | Jonathan Hivert    | Direct Énergie  | + 5 s           |
| 6.º | Robert Kiserlovski | Katusha-Alpecin | + 5 s           |
| 7.º | Michael Storer     | Team Sunweb     | + 5 s           |
| 8.º | Colin Joyce        | Rally Cycling   | + 5 s           |
| 9.º | Steff Cras         | Katusha-Alpecin | + 11 s          |
| 10.º | Brent Bookwalter   | BMC Racing Team | + 11 s          |

| \| Clasificación general \| Clasificación general \| Clasificación general \| Clasificación general \| Clasificación general \| \| Ciclista \| Ciclista \| Equipo \| Tiempo \| \| \| --------------------- \| --------------------- \| -------------------------- \| --------------------- \| --------------------- \| \| 1.º \| Magnus Cort \| Astana \| 7 h 33 min 41 s \| \| \| 2.º \| Greg Van Avermaet \| BMC Racing Team \| + 4 s \| \| \| 3.º \| Eduard Prades \| Euskadi-Murias \| + 6 s \| \| \| 4.º \| Serge Pauwels \| Dimension Data \| + 10 s \| \| \| 5.º \| Colin Joyce \| Rally Cycling \| + 15 s \| \| \| 6.º \| Robert Kiserlovski \| Katusha-Alpecin \| + 15 s \| \| \| 7.º \| Michael Storer \| Team Sunweb \| + 15 s \| \| \| 8.º \| Brent Bookwalter \| BMC Racing Team \| + 21 s \| \| \| 9.º \| Steff Cras \| Katusha-Alpecin \| + 21 s \| \| \| 10.º \| Anthony Perez \| Cofidis, Solutions Crédits \| + 21 s \| \| |                    |                            |                 |
| |                    |                            |                 |
| |                    |                            |                 |
| Clasificación general |                    |                            |                 |
| Ciclista | Ciclista           | Equipo                     | Tiempo          |
| 1.º | Magnus Cort        | Astana                     | 7 h 33 min 41 s |
| 2.º | Greg Van Avermaet  | BMC Racing Team            | + 4 s           |
| 3.º | Eduard Prades      | Euskadi-Murias             | + 6 s           |
| 4.º | Serge Pauwels      | Dimension Data             | + 10 s          |
| 5.º | Colin Joyce        | Rally Cycling              | + 15 s          |
| 6.º | Robert Kiserlovski | Katusha-Alpecin            | + 15 s          |
| 7.º | Michael Storer     | Team Sunweb                | + 15 s          |
| 8.º | Brent Bookwalter   | BMC Racing Team            | + 21 s          |
| 9.º | Steff Cras         | Katusha-Alpecin            | + 21 s          |
| 10.º | Anthony Perez      | Cofidis, Solutions Crédits | + 21 s          |

### 3.ª etapa
| Richmond - Scarborough | etapa escarpada | (181 km) |

| \| Clasificación de la etapa \| Clasificación de la etapa \| Clasificación de la etapa \| Clasificación de la etapa \| Clasificación de la etapa \| \| Ciclista \| Ciclista \| Equipo \| Tiempo \| \| \| ------------------------- \| ------------------------- \| ------------------------- \| ------------------------- \| ------------------------- \| \| 1.º \| Max Walscheid \| Team Sunweb \| 4 h 10 min 27 s \| \| \| 2.º \| Magnus Cort \| Astana \| + 0 s \| \| \| 3.º \| Jon Aberasturi \| Euskadi-Murias \| + 0 s \| \| \| 4.º \| Bryan Coquard \| Vital Concept \| + 0 s \| \| \| 5.º \| Robert-Jon McCarthy \| JLT Condor \| + 0 s \| \| \| 6.º \| Connor Swift \| Madison Genesis \| + 0 s \| \| \| 7.º \| Mike Teunissen \| Team Sunweb \| + 0 s \| \| \| 8.º \| Greg Van Avermaet \| BMC Racing Team \| + 0 s \| \| \| 9.º \| Emīls Liepiņš \| ONE Pro Cycling \| + 0 s \| \| \| 10.º \| Colin Joyce \| Rally Cycling \| + 0 s \| \| |                     |                 |                 |
| |                     |                 |                 |
| |                     |                 |                 |
| Clasificación de la etapa |                     |                 |                 |
| Ciclista | Ciclista            | Equipo          | Tiempo          |
| 1.º | Max Walscheid       | Team Sunweb     | 4 h 10 min 27 s |
| 2.º | Magnus Cort         | Astana          | + 0 s           |
| 3.º | Jon Aberasturi      | Euskadi-Murias  | + 0 s           |
| 4.º | Bryan Coquard       | Vital Concept   | + 0 s           |
| 5.º | Robert-Jon McCarthy | JLT Condor      | + 0 s           |
| 6.º | Connor Swift        | Madison Genesis | + 0 s           |
| 7.º | Mike Teunissen      | Team Sunweb     | + 0 s           |
| 8.º | Greg Van Avermaet   | BMC Racing Team | + 0 s           |
| 9.º | Emīls Liepiņš       | ONE Pro Cycling | + 0 s           |
| 10.º | Colin Joyce         | Rally Cycling   | + 0 s           |

| \| Clasificación general \| Clasificación general \| Clasificación general \| Clasificación general \| Clasificación general \| \| Ciclista \| Ciclista \| Equipo \| Tiempo \| \| \| --------------------- \| --------------------- \| -------------------------- \| --------------------- \| --------------------- \| \| 1.º \| Magnus Cort \| Astana \| 11 h 44 min 02 s \| \| \| 2.º \| Greg Van Avermaet \| BMC Racing Team \| + 10 s \| \| \| 3.º \| Eduard Prades \| Euskadi-Murias \| + 12 s \| \| \| 4.º \| Serge Pauwels \| Dimension Data \| + 16 s \| \| \| 5.º \| Colin Joyce \| Rally Cycling \| + 21 s \| \| \| 6.º \| Robert Kiserlovski \| Katusha-Alpecin \| + 21 s \| \| \| 7.º \| Michael Storer \| Team Sunweb \| + 21 s \| \| \| 8.º \| Brent Bookwalter \| BMC Racing Team \| + 27 s \| \| \| 9.º \| Steff Cras \| Katusha-Alpecin \| + 27 s \| \| \| 10.º \| Anthony Perez \| Cofidis, Solutions Crédits \| + 27 s \| \| |                    |                            |                  |
| |                    |                            |                  |
| |                    |                            |                  |
| Clasificación general |                    |                            |                  |
| Ciclista | Ciclista           | Equipo                     | Tiempo           |
| 1.º | Magnus Cort        | Astana                     | 11 h 44 min 02 s |
| 2.º | Greg Van Avermaet  | BMC Racing Team            | + 10 s           |
| 3.º | Eduard Prades      | Euskadi-Murias             | + 12 s           |
| 4.º | Serge Pauwels      | Dimension Data             | + 16 s           |
| 5.º | Colin Joyce        | Rally Cycling              | + 21 s           |
| 6.º | Robert Kiserlovski | Katusha-Alpecin            | + 21 s           |
| 7.º | Michael Storer     | Team Sunweb                | + 21 s           |
| 8.º | Brent Bookwalter   | BMC Racing Team            | + 27 s           |
| 9.º | Steff Cras         | Katusha-Alpecin            | + 27 s           |
| 10.º | Anthony Perez      | Cofidis, Solutions Crédits | + 27 s           |

### 4.ª etapa
| Halifax - Leeds | etapa escarpada | (189,5 km) |

| \| Clasificación de la etapa \| Clasificación de la etapa \| Clasificación de la etapa \| Clasificación de la etapa \| Clasificación de la etapa \| \| Ciclista \| Ciclista \| Equipo \| Tiempo \| \| \| ------------------------- \| ------------------------- \| -------------------------- \| ------------------------- \| ------------------------- \| \| 1.º \| Stéphane Rossetto \| Cofidis, Solutions Crédits \| 4 h 53 min 22 s \| \| \| 2.º \| Greg Van Avermaet \| BMC Racing Team \| + 34 s \| \| \| 3.º \| Ian Bibby \| JLT Condor \| + 34 s \| \| \| 4.º \| Edward Dunbar \| Aqua Blue Sport \| + 34 s \| \| \| 5.º \| Eduard Prades \| Euskadi-Murias \| + 34 s \| \| \| 6.º \| Anthony Perez \| Cofidis, Solutions Crédits \| + 34 s \| \| \| 7.º \| Jonathan Hivert \| Direct Énergie \| + 34 s \| \| \| 8.º \| Serge Pauwels \| Dimension Data \| + 34 s \| \| \| 9.º \| Robert Kiserlovski \| Katusha-Alpecin \| + 34 s \| \| \| 10.º \| Michael Storer \| Team Sunweb \| + 34 s \| \| |                    |                            |                 |
| |                    |                            |                 |
| |                    |                            |                 |
| Clasificación de la etapa |                    |                            |                 |
| Ciclista | Ciclista           | Equipo                     | Tiempo          |
| 1.º | Stéphane Rossetto  | Cofidis, Solutions Crédits | 4 h 53 min 22 s |
| 2.º | Greg Van Avermaet  | BMC Racing Team            | + 34 s          |
| 3.º | Ian Bibby          | JLT Condor                 | + 34 s          |
| 4.º | Edward Dunbar      | Aqua Blue Sport            | + 34 s          |
| 5.º | Eduard Prades      | Euskadi-Murias             | + 34 s          |
| 6.º | Anthony Perez      | Cofidis, Solutions Crédits | + 34 s          |
| 7.º | Jonathan Hivert    | Direct Énergie             | + 34 s          |
| 8.º | Serge Pauwels      | Dimension Data             | + 34 s          |
| 9.º | Robert Kiserlovski | Katusha-Alpecin            | + 34 s          |
| 10.º | Michael Storer     | Team Sunweb                | + 34 s          |

## Clasificaciones finales
Las clasificaciones finalizaron de la siguiente forma:

### Clasificación general
| \| Clasificación general \| Clasificación general \| Clasificación general \| Clasificación general \| Clasificación general \| \| Ciclista \| Ciclista \| Equipo \| Tiempo \| \| \| --------------------- \| --------------------- \| -------------------------- \| --------------------- \| --------------------- \| \| 1.º \| Greg Van Avermaet \| BMC Racing Team \| 16 h 38 min 00 s \| \| \| 2.º \| Eduard Prades \| Euskadi-Murias \| + 9 s \| \| \| 3.º \| Serge Pauwels \| Dimension Data \| + 14 s \| \| \| 4.º \| Robert Kiserlovski \| Katusha-Alpecin \| + 19 s \| \| \| 5.º \| Michael Storer \| Team Sunweb \| + 19 s \| \| \| 6.º \| Ian Bibby \| JLT Condor \| + 23 s \| \| \| 7.º \| Anthony Perez \| Cofidis, Solutions Crédits \| + 25 s \| \| \| 8.º \| Edward Dunbar \| Aqua Blue Sport \| + 27 s \| \| \| 9.º \| Patrick Bevin \| BMC Racing Team \| + 37 s \| \| \| 10.º \| Jonathan Hivert \| Direct Énergie \| + 39 s \| \| |                    |                            |                  |
| |                    |                            |                  |
| Fuente: ProCyclingStats |                    |                            |                  |
| Clasificación general |                    |                            |                  |
| Ciclista | Ciclista           | Equipo                     | Tiempo           |
| 1.º | Greg Van Avermaet  | BMC Racing Team            | 16 h 38 min 00 s |
| 2.º | Eduard Prades      | Euskadi-Murias             | + 9 s            |
| 3.º | Serge Pauwels      | Dimension Data             | + 14 s           |
| 4.º | Robert Kiserlovski | Katusha-Alpecin            | + 19 s           |
| 5.º | Michael Storer     | Team Sunweb                | + 19 s           |
| 6.º | Ian Bibby          | JLT Condor                 | + 23 s           |
| 7.º | Anthony Perez      | Cofidis, Solutions Crédits | + 25 s           |
| 8.º | Edward Dunbar      | Aqua Blue Sport            | + 27 s           |
| 9.º | Patrick Bevin      | BMC Racing Team            | + 37 s           |
| 10.º | Jonathan Hivert    | Direct Énergie             | + 39 s           |

### Clasificación por puntos
| Clasificación por puntos | Clasificación por puntos | Clasificación por puntos    | Clasificación por puntos | Clasificación por puntos |
| Ciclista                 | Ciclista                 | Equipo                      | Puntos                   |                          |
| ------------------------ | ------------------------ | --------------------------- | ------------------------ | ------------------------ |
| 1.º                      | Greg Van Avermaet        | BMC Racing Team             | 30 pts                   |                          |
| 2.º                      | Magnus Cort              | Astana                      | 27 pts                   |                          |
| 3.º                      | Stéphane Rossetto        | Cofidis, Solutions Crédits  | 25 pts                   |                          |
| 4.º                      | Max Walscheid            | Team Sunweb                 | 20 pts                   |                          |
| 5.º                      | Eduard Prades            | Euskadi-Murias              | 16 pts                   |                          |
| 6.º                      | Tom Baylis               | ONE Pro Cycling             | 11 pts                   |                          |
| 7.º                      | Bryan Coquard            | Vital Concept               | 11 pts                   |                          |
| 8.º                      | Robbert de Greef         | Roompot-Nederlandse Loterij | 10 pts                   |                          |
| 9.º                      | Serge Pauwels            | Dimension Data              | 10 pts                   |                          |
| 10.º                     | Jonathan Hivert          | Direct Énergie              | 10 pts                   |                          |

### Clasificación de la montaña
| Clasificación de la montaña | Clasificación de la montaña | Clasificación de la montaña | Clasificación de la montaña | Clasificación de la montaña |
| Ciclista                    | Ciclista                    | Equipo                      | Puntos                      |                             |
| --------------------------- | --------------------------- | --------------------------- | --------------------------- | --------------------------- |
| 1.º                         | Stéphane Rossetto           | Cofidis, Solutions Crédits  | 16 pts                      |                             |
| 2.º                         | Max Stedman                 | Canyon Eisberg              | 10 pts                      |                             |
| 3.º                         | Michael Cuming              | Madison Genesis             | 8 pts                       |                             |
| 4.º                         | Peter Williams              | ONE Pro Cycling             | 6 pts                       |                             |
| 5.º                         | Jonathan McEvoy             | Madison Genesis             | 6 pts                       |                             |
| 6.º                         | Magnus Cort                 | Astana                      | 4 pts                       |                             |
| 7.º                         | Hayden McCormick            | ONE Pro Cycling             | 4 pts                       |                             |
| 8.º                         | Owain Doull                 | Team Sky                    | 3 pts                       |                             |
| 9.º                         | Greg Van Avermaet           | BMC Racing Team             | 2 pts                       |                             |
| 10.º                        | Edward Dunbar               | Aqua Blue Sport             | 2 pts                       |                             |

### Clasificación por equipos
| Clasificación por equipos | Clasificación por equipos     | Clasificación por equipos | Clasificación por equipos |
| Equipo                    | Equipo                        | Tiempo                    |                           |
| ------------------------- | ----------------------------- | ------------------------- | ------------------------- |
| 1.º                       | BMC Racing Team               | 49 h 55 min 47 s          |                           |
| 2.º                       | Cofidis, Solutions Crédits    | + 1 min 24 s              |                           |
| 3.º                       | JLT Condor                    | + 2 min 34 s              |                           |
| 4.º                       | Aqua Blue Sport               | + 2 min 45 s              |                           |
| 5.º                       | Katusha-Alpecin               | + 3 min 26 s              |                           |
| 6.º                       | Euskadi Basque Country-Murias | + 3 min 56 s              |                           |
| 7.º                       | ONE Pro Cycling               | + 4 min 15 s              |                           |
| 8.º                       | Team Sunweb                   | + 6 min 10 s              |                           |
| 9.º                       | Direct Énergie                | + 7 min 49 s              |                           |
| 10.º                      | Rally Cycling                 | + 9 min 14 s              |                           |

## Evolución de las clasificaciones
| Etapa                   | Vencedor                | Clasificación general | Clasificación por puntos | Clasificación de la montaña | Clasificación por equipos | Premio de la combatividad |
| ----------------------- | ----------------------- | --------------------- | ------------------------ | --------------------------- | ------------------------- | ------------------------- |
| 1.ª                     | Harry Tanfield          | Harry Tanfield        | Harry Tanfield           | Michael Cuming              | Madison Genesis           | Harry Tanfield            |
| 2.ª                     | Magnus Cort             | Magnus Cort           | Harry Tanfield           | Michael Cuming              | BMC Racing                | Tom Baylis                |
| 3.ª                     | Max Walscheid           | Magnus Cort           | Magnus Cort              | Michael Cuming              | BMC Racing                | Peter Williams            |
| 4.ª                     | Stéphane Rossetto       | Greg Van Avermaet     | Greg Van Avermaet        | Stéphane Rossetto           | BMC Racing                | Stéphane Rossetto         |
| Clasificaciones finales | Clasificaciones finales | Greg Van Avermaet     | Greg Van Avermaet        | Stéphane Rossetto           | BMC Racing                | no entregado              |

## UCI World Ranking
El Tour de Yorkshire otorga puntos para el UCI Europe Tour 2018 y el UCI World Ranking, este último para corredores de los equipos en las categorías UCI WorldTeam, Profesional Continental y Equipos Continentales. Las siguientes tablas muestran el baremo de puntuación y los 10 corredores que obtuvieron más puntos:
| Posición              | 1.º | 2.º | 3.º | 4.º | 5.º | 6.º | 7.º | 8.º | 9.º | 10.º | 11.º | 12.º | 13.º-15.º | 16.º-25.º |
| Clasificación general | 125 | 85  | 70  | 60  | 50  | 40  | 35  | 30  | 25  | 20   | 15   | 10   | 5         | 3         |
| Por etapa             | 14  | 5   | 3   |     |     |     |     |     |     |      |      |      |           |           |
| Líder                 | 3   |     |     |     |     |     |     |     |     |      |      |      |           |           |

| Clasificación | Clasificación      | Clasificación                 | Clasificación | Clasificación | Clasificación | Clasificación |
| Posición      | Ciclista           | Equipo                        | General       | Etapa         | Líder         | Total         |
| ------------- | ------------------ | ----------------------------- | ------------- | ------------- | ------------- | ------------- |
| 1.º           | Greg Van Avermaet  | BMC Racing                    | 125           | 10            | -             | 135           |
| 2.º           | Eduard Prades      | Euskadi Basque Country-Murias | 85            | 3             | -             | 88            |
| 3.º           | Serge Pauwels      | Dimension Data                | 70            | -             | -             | 70            |
| 4.º           | Robert Kiserlovski | Katusha-Alpecin               | 60            | -             | -             | 60            |
| 5.º           | Michael Storer     | Sunweb                        | 50            | -             | -             | 50            |
| 6.º           | Ian Bibby          | JLT Condor                    | 40            | 3             | -             | 43            |
| 7.º           | Anthony Perez      | Cofidis, Solutions Crédits    | 35            | -             | -             | 35            |
| 8.º           | Edward Dunbar      | Aqua Blue Sport               | 30            | -             | -             | 30            |
| 9.º           | Magnus Cort        | Astana                        | 3             | 19            | 6             | 28            |
| 10.º          | Patrick Bevin      | BMC Racing                    | 25            | -             | -             | 25            |